# Элорса, Иниго
Иниго Элорса (исп. Inigo Elorza; род. 8 сентября 1963) — испанский самбист и дзюдоист, бронзовый призёр чемпионата Испании по дзюдо, бронзовый призёр чемпионатов Европы по самбо 1984, 1987, 1989 и 1990 годов, участник чемпионата мира по самбо 1989 года в Уэст-Ориндже (5-е место), победитель соревнований по самбо Всемирных игр 1985 года в Лондоне. По самбо выступал в полулёгкой весовой категории (до 57 кг). Активно участвует в соревнованиях по дзюдо среди ветеранов.

## Спортивные результаты
- Чемпионат Испании по дзюдо 1989 года — ;